# Porotta

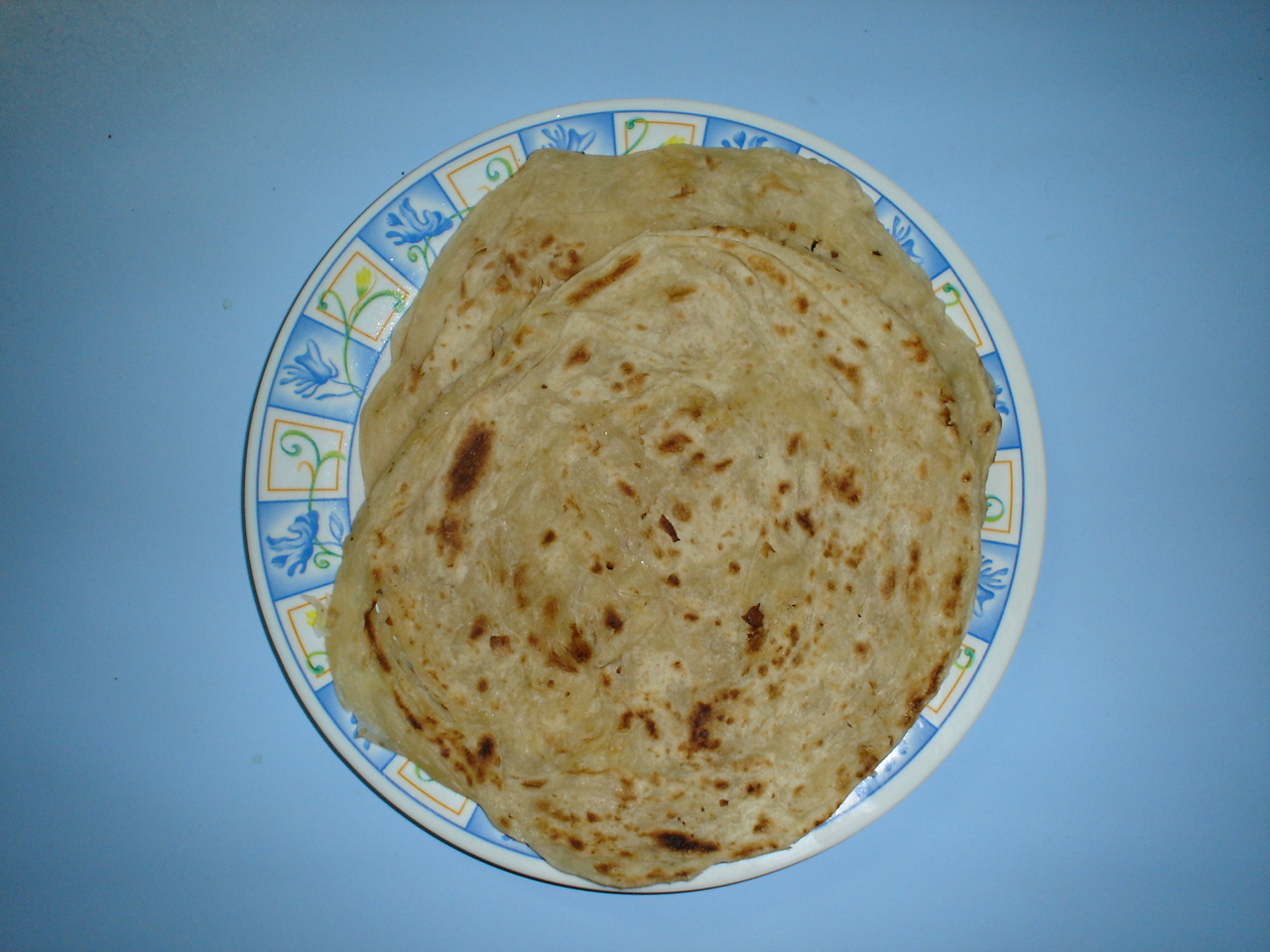
Porotta.

La porotta (malayalam: പൊറോട്ട), también llamada porotta de Kerala o paratha malabar es un pan plano del sur de la India hecho con harina maida, huevo y grasa. Se prepara usando una técnica que incluye ondear e inflar la masa para formar capas. Entonces se asa en una parrilla plana (normalmente llamada tawa). Suele servirse con ternera frita picante o curry de pollo. Es muy común en el estado de Kerala. Tiene un diámetro mayor que la parotta normal presente en otros estados del sur de la India.